# Massif dunaire de Baubigny
Pour les articles homonymes, voir Dune (homonymie).

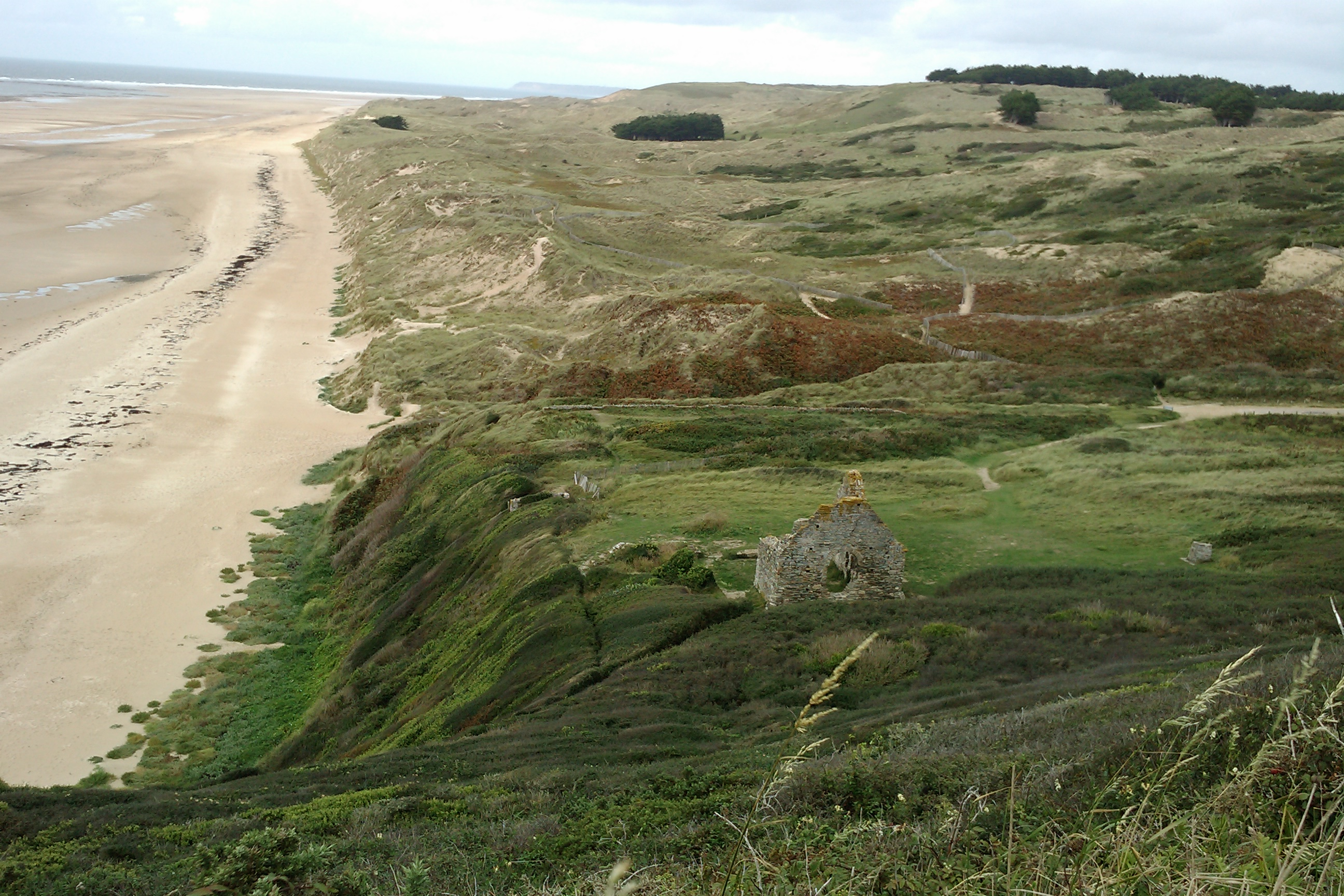
Dunes d'Hattainville depuis le Cap de Carteret avec au premier plan les ruines de l'église Saint-Germain le Scot

Le Massif dunaire de Baubigny (parfois appelé dunes d'Hat[t]ainville), est un massif dunaire classé de 400 hectares situé sur la Côte des Isles, dans la commune des Moitiers-d'Allonne dans le département de la Manche.

## Site naturel classé
Il s'agit d'un site naturel classé, ayant la particularité d'être considéré comme un massif de "dunes perchées". Celles-ci culminent jusqu'à 80 mètres d'altitude sur plusieurs kilomètres de profondeur. Il s'étend  de la commune de Baubigny, au nord, jusqu'au cap de Carteret, au sud. Le territoire est géré à la fois par la commune et le conservatoire du littoral.
Les dunes, autrefois mobiles, ont été stabilisées par l'édification de clôtures en bois et la plantation massive d'oyats. 
Le massif est traversé par le sentier de randonnée GR223.

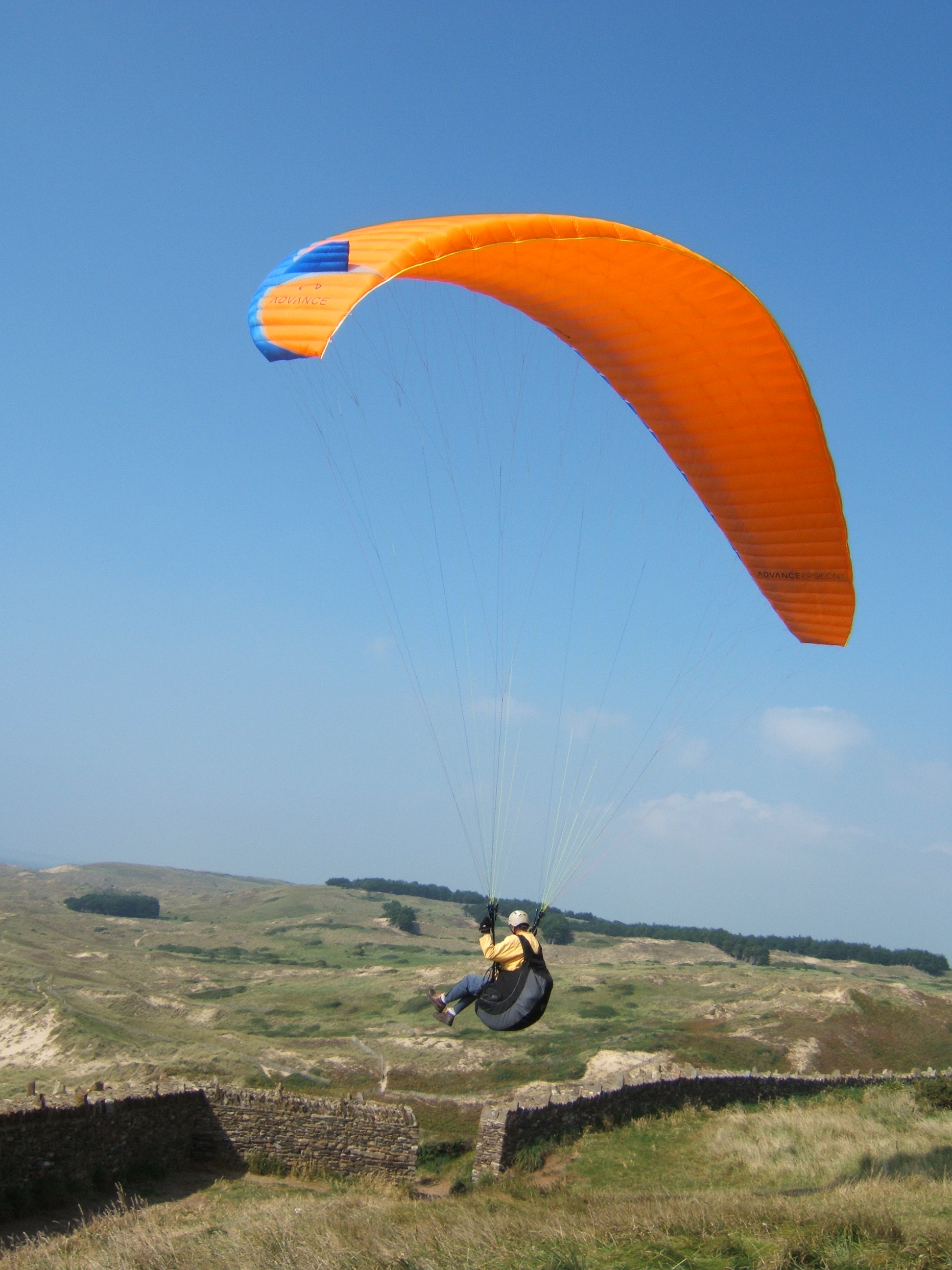
Un parapentiste survolant les dunes.
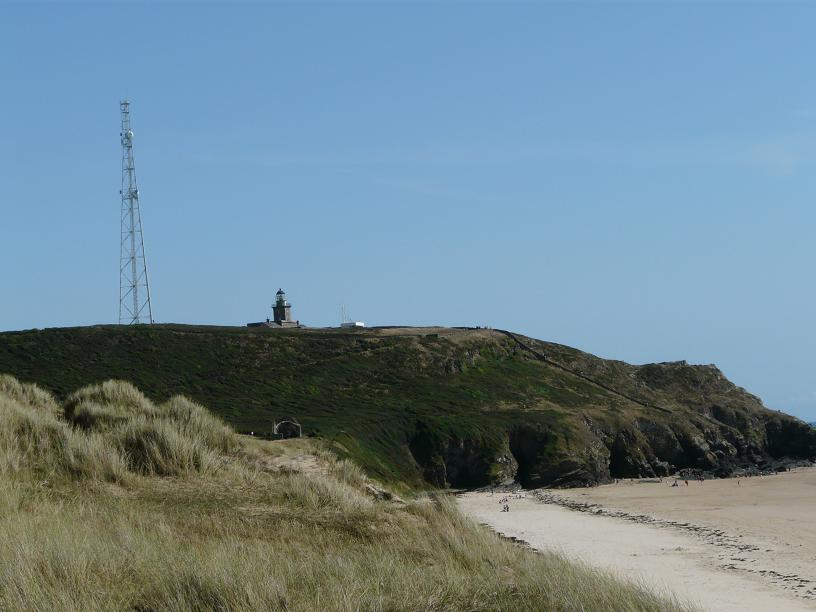
Cap de Carteret vu des dunes d'Hatainville au nord de celui-ci.
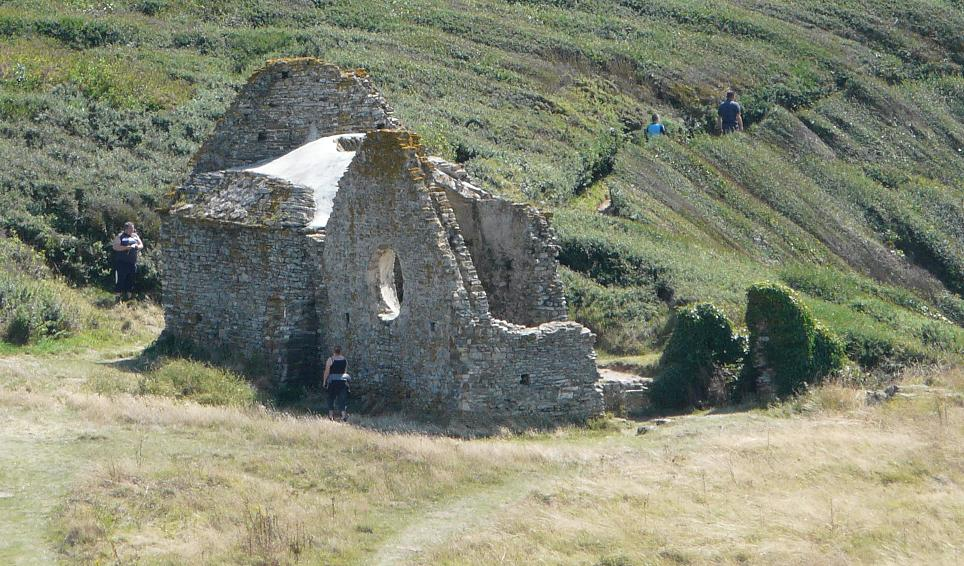
Ruines de l’église Saint-Germain au beau milieu des dunes.